# Shabab Oman
RNOV Shabab Oman (Mládí Ománu), dříve Captain Scott (Kapitán Scott), je loď třídy barkentina, kterou využívá Ománské královské námořnictvo. Jejím domovským přístavem je Maskat.
Zpočátku se jednalo o škuner postavený roku 1971 ve skotském městě Buckie ze dřeva skotského dubu a uruguayské borovice. V roce 1977 koupil škuner sultán Kábús bin Saíd a loď změnilo své jméno na to současné. Roku 1979 ji získalo námořnictvo a začalo ji využívat jako výcvikovou loď, na které se učňovští rekruti ze Sultánových ozbrojených sil, Královské stráže a Královské policie učí navigaci a ovládání lodě. V roce 1984 byl škuner předělán na barkentinu.
Shabab Oman je jedno z největších plavidel své doby na světě, které je dosud v aktivní službě a schopno plavby. V rámci tréninkového programu navštěvuje přístavy v arabských a jinak spřátelených zemích. Cestovala již do mnoha zemí včetně Austrálie, Francie, Japonska, Spojeného království, Spojených států amerických, Ruska a států při Středozemním moři.